# In due si soffre meglio (film 1951)
In due si soffre meglio (Putty Tat Trouble) è un film del 1951 diretto da Friz Freleng. È un cortometraggio d'animazione della serie Looney Tunes, distribuito negli Stati Uniti il 24 febbraio 1951. È stato distribuito anche coi titoli Tra i due litiganti e, dal 1997, Un povero micio micio.

## Trama
Titti sta spalando neve dal suo nido quando, dalle finestre di due appartamenti, Silvestro e un gatto rosso con un occhio verde lo notano. Entrambi corrono a catturarlo, rendendosi conto che dovranno combattere tra loro. Infatti, ogni volta che uno dei due riesce ad acchiappare l'uccellino, l'altro lo mette KO e Titti scappa via. Dopo essersi scontrati in uno scantinato, i gatti finiscono per inseguire Titti in uno stagno ghiacciato. Sembra che Titti sia caduto in acqua poiché il suo cappello è vicino a un buco; ma mentre il gatto rosso lo cerca, il canarino incide il ghiaccio con un punteruolo attorno ai gatti e li fa cadere nell'acqua gelida. In seguito, mentre Titti riprende a spalare la neve dal suo nido, Silvestro e il gatto rosso sono nelle loro rispettive case con un brutto raffreddore.

## Distribuzione

### Edizione italiana
Il corto fu distribuito nei cinema italiani il 16 dicembre 1958 nel programma Cacio... amore e fantasia, in inglese sottotitolato; fu doppiato nel 1971 dalla Sinc Cinematografica in occasione di una riedizione del programma (col titolo Sylvester's Story). In questo doppiaggio, usato per le prime edizioni in VHS, furono aggiunte delle battute di Silvestro e la sua padrona assenti nella versione originale. Il corto fu poi ridoppiato per la televisione negli anni ottanta dalla Effe Elle Due sotto la direzione di Franco Latini su dialoghi di Maria Pinto; questo doppiaggio fu realizzato senza utilizzare la colonna internazionale, rimuovendo la musica presente mentre i personaggi parlano. Nel 1997, per la VHS Silvestro e Titti della collana Le stelle di Space Jam, fu realizzato un terzo doppiaggio eseguito dalla Angriservices Edizioni e diretto da Massimo Giuliani, in cui per la prima volta fu tradotta la canzone dei titoli di testa; in questa edizione è assente l'urlo della padrona di Silvestro, e Titti chiama con il proprio nome anche il drinking bird. L'unico DVD in cui viene utilizzato l'ultimo doppiaggio è però Tweety: Casa dolce casa, mentre negli altri è stato inserito il doppiaggio anni ottanta.

### Edizioni home video

#### VHS
America del Nord
- Stars of Space Jam: Sylvester and Tweety (26 novembre 1996)
- Tweety: Home Tweet Home (30 dicembre 1999)

Italia
- Cacio, amore... e fantasia, 1ª parte (1985)[6]
- Le stelle di Space Jam: Silvestro e Titti (marzo 1997)
- Il meglio delle stelle di Space Jam (marzo 1997)
- Titti: Casa dolce casa (maggio 2000)

#### DVD
Il corto fu pubblicato in DVD-Video in America del Nord nel quarto disco della raccolta Looney Tunes Golden Collection: Volume 1 (intitolato Looney Tunes All-Stars: Part 2) distribuita il 28 ottobre 2003, dove è visibile anche con la sola colonna musicale (sebbene incompleta); il DVD fu pubblicato in Italia il 2 dicembre 2003 nella collana Looney Tunes Collection, col titolo All Stars: Volume 2. Fu inserito anche nel secondo disco della raccolta DVD Looney Tunes Spotlight Collection Volume 1, uscita in America del Nord sempre il 28 ottobre 2003, ristampato il 17 giugno 2014 col titolo Looney Tunes Center Stage: Volume 2. In Italia fu invece incluso nel DVD Il tuo simpatico amico Tweety uscito il 9 settembre 2009 e, nella versione non restaurata, nel DVD Tweety: Casa dolce casa uscito il 23 giugno 2010. Fu poi incluso nel DVD Tweety & Silvestro della collana Looney Tunes Super Stars, uscito in America del Nord il 30 novembre 2010 e in Italia l'8 dicembre. È stato infine inserito nel DVD Sylvester and Tweety della collana Stars of Space Jam, uscito in America del Nord il 9 ottobre 2018.